# زوئی کراویتز
زوئی ایزابلا کراویتز (انگلیسی: Zoë Isabella Kravitz؛ زادهٔ ۱ دسامبر ۱۹۸۸) بازیگر، خواننده و مدل آمریکایی است. او دختر موسیقی‌دان لنی کراویتز و بازیگر لیسا بونی است. کراویتز حرفهٔ هنرپیشگی را در سال ۲۰۰۷ با بازی در فیلم کمدی رمانتیک بدون رزرو آغاز کرد، و سپس با ایفای نقش شخصیت انجل سالوادور در فیلم مردان ایکس: کلاس اول (۲۰۱۱) به موفقت رسید که برای وی نامزدی جوایز برگزیده نوجوانان و جایزه اسکریم را به ارمغان آورد. او با بازی در نقش کریستینا در مجموعه سنت‌شکن (۲۰۱۴–۱۶)، و لیتا لسترنج در مجموعه فیلم‌های جانوران شگفت‌انگیز به شهرت رسید.
از دیگر فیلم‌های معروف او می‌توان به ترور یک رئیس دبیرستان، شب سخت، مکس دیوانه: جاده خشم، پس از زمین، جاده درون، کین، متولد ماه می و کیمی اشاره کرد. کراویتز همچنین کار صداپیشگی شخصیت زن گربه‌ای را در فیلم لگو بتمن (۲۰۱۷) بر عهده داشت، و این نقش را در فیلم ابرقهرمانی بتمن (۲۰۲۲) به کارگردانی مت ریوز تکرار کرد.

## زندگی شخصی

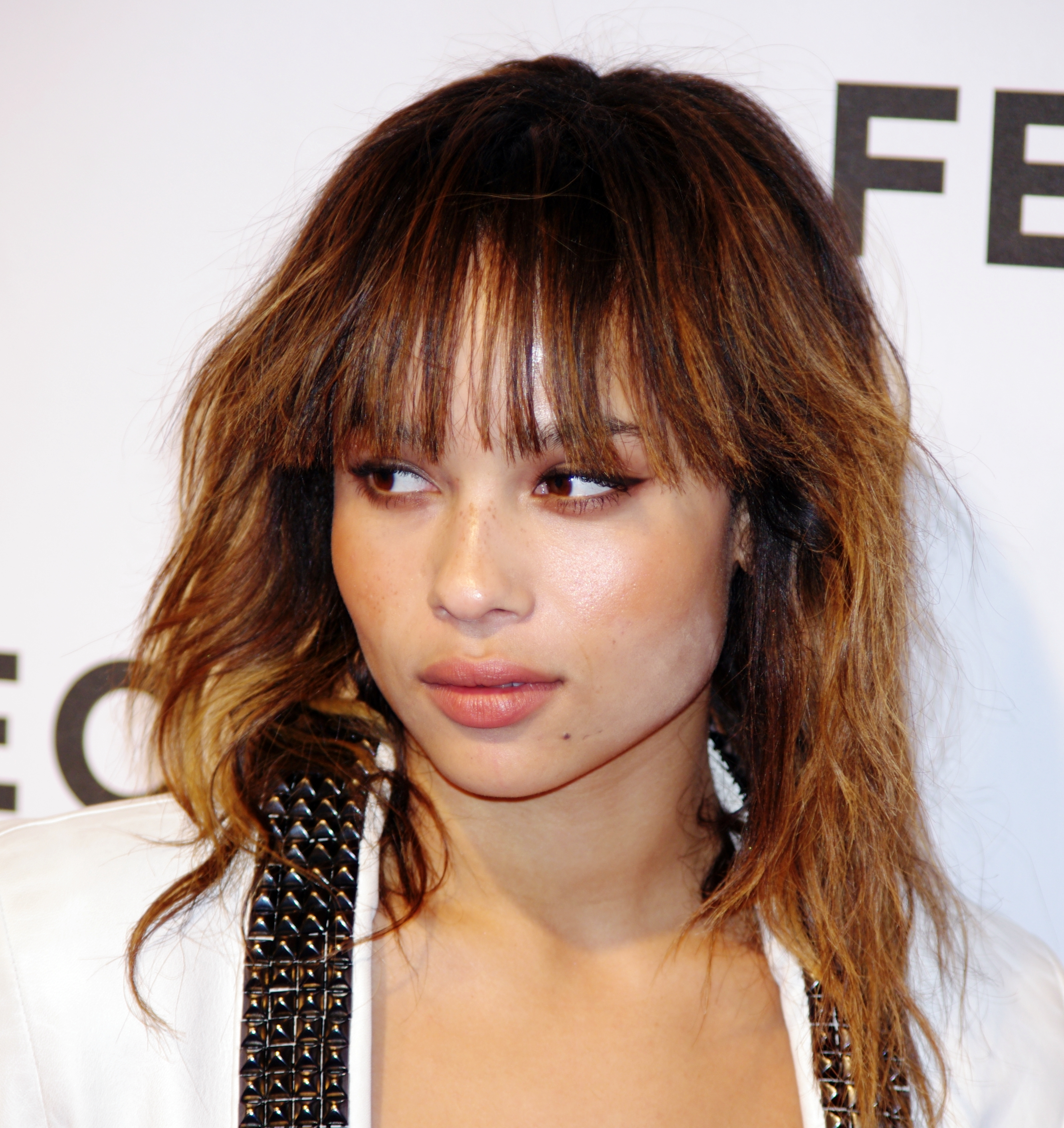
کراویتز در سال ۲۰۱۱

کراویتز در ویلیامزبرگ، بروکلین زندگی می‌کند.
او در طول فیلمبرداری در مراقب گونزو باش (۲۰۱۰) برای مدت کوتاهی با ازرا میلر قرار می‌گذاشت و از سال ۲۰۱۱ تا ۲۰۱۳ با بازیگر پن بدجلی رابطه داشت.
در سال ۲۰۱۶، کراویتز با بازیگر کارل گلاسمن رابطه برقرار کرد. آن‌ها در فوریه ۲۰۱۸ نامزد کردند، و در خانه پدری کراویتز در پاریس در ۲۹ ژوئن ۲۰۱۹ ازدواج کردند. در دسامبر ۲۰۲۰، کراویتز درخواست طلاق داد، که در اوت ۲۰۲۱ نهایی شد.
او در سال ۲۰۲۱ با بازیگر چنینگ تیتوم آشنا شد. طبق گزارش‌ها، تیتوم و کراویتز در سال ۲۰۲۳ نامزد کردند.

## فیلم‌شناسی

### فیلم
| سال  | عنوان                                     | نقش                    | توضیحات                      |
| ---- | ----------------------------------------- | ---------------------- | ---------------------------- |
| ۲۰۰۷ | بدون رزرو                                 | شارلوت                 |                              |
| ۲۰۰۷ | شجاع                                      | کلویی                  |                              |
| ۲۰۰۸ | ترور یک رئیس دبیرستان                     | والری                  |                              |
| ۲۰۰۸ | پرندگان آمریکا                            | جیلیان تاناگر          |                              |
| ۲۰۰۹ | بزرگ‌ترین                                  | اشلی                   |                              |
| ۲۰۱۰ | دوازده                                    | گبی                    |                              |
| ۲۰۱۰ | مراقب گونزو باش                           | ایوی والاس             |                              |
| ۲۰۱۰ | It's Kind of a Funny Story                | نیا                    |                              |
| ۲۰۱۱ | Yelling to the Sky                        | سویتنس اوهارا          |                              |
| ۲۰۱۱ | مردان ایکس: کلاس اول                      | انجل سالوادور          |                              |
| ۲۰۱۳ | Treading Water                            | لرا                    |                              |
| ۲۰۱۳ | پس از زمین                                | سنشی ریگه              |                              |
| ۲۰۱۴ | سنت‌شکن                                    | کریستینا               |                              |
| ۲۰۱۴ | Pretend We're Kissing                     | اوتم                   |                              |
| ۲۰۱۴ | جاده درون                                 | ماری                   |                              |
| ۲۰۱۴ | کشتن خوب                                  | ورا سوارز              |                              |
| ۲۰۱۵ | Dope                                      | ناکیا                  |                              |
| ۲۰۱۵ | سنت‌شکن: شورشی                             | کریستینا               |                              |
| ۲۰۱۵ | مکس دیوانه: جاده خشم                      | تست د نوینگ            |                              |
| ۲۰۱۶ | Too Legit                                 | سالی                   | فیلم کوتاه                   |
| ۲۰۱۶ | مجموعه سنت‌شکن: هم‌پیمان                    | کریستینا               |                              |
| ۲۰۱۶ | Vincent N Roxxy                           | روکسی                  |                              |
| ۲۰۱۶ | Adam Green's Aladdin                      | اولد مینر              |                              |
| ۲۰۱۶ | جانوران شگفت‌انگیز و زیستگاه آن‌ها          | لتا لسترنج             | حضور افتخاری                 |
| ۲۰۱۷ | فیلم لگو بتمن                             | سلینا کایل / زن گربه‌ای | صداپیشه                      |
| ۲۰۱۷ | متولد ماه می                              | هدر اندرسون            |                              |
| ۲۰۱۷ | Movie Sound Effects: How Do They Do That? | سلینا کایل / زن گربه‌ای | صداپیشه، فیلم کوتاه          |
| ۲۰۱۷ | شب سخت                                    | بلیر                   |                              |
| ۲۰۱۸ | کین                                       | میلی                   |                              |
| ۲۰۱۸ | جانوران شگفت‌انگیز: جنایات گریندل‌والد      | لتا لسترنج             |                              |
| ۲۰۱۸ | مرد عنکبوتی: به درون دنیای عنکبوتی        | مری جین پارکر          | صداپیشه                      |
| ۲۰۲۰ | وینا و فانتوم‌ها                           | مج                     |                              |
| ۲۰۲۲ | کیمی                                      | آنجلا چایلدز           |                              |
| ۲۰۲۲ | بتمن                                      | سلینا کایل / زن گربه‌ای |                              |
| ۲۰۲۴ | دوبار پلک بزن                             | —                      | کارگردان، تهیه‌کننده، نویسنده |

### تلویزیون
| سال        | عنوان             | نقش               | توضیحات                      |
| ---------- | ----------------- | ----------------- | ---------------------------- |
| ۲۰۱۱       | کالیفرنیکیشن      | پیرل              | ۸ قسمت                       |
| ۲۰۱۶       | Portlandia        | کندل              | قسمت: «شکستن»                |
| ۲۰۱۶       | Morris & the Cow  | لورتا             | صداپیشه                      |
| ۲۰۱۷، ۲۰۱۹ | دروغ‌های کوچک بزرگ | بانی کارلسون      |                              |
| ۲۰۲۰       | High Fidelity     | رابین «راب» بروکس | همچنین تهیه‌کننده اجرایی      |
| ۲۰۲۰       | A World of Calm   | گوینده            | قسمت: «شیشه‌ساز»              |
| ۲۰۲۲       | پخش زنده شنبه شب  | خودش (میزبان)     | قسمت: «زوئی کراویتز/روسالیا» |

### موزیک ویدوها
| سال  | عنوان     | هنرمند           |
| ---- | --------- | ---------------- |
| ۲۰۰۸ | «می‌دانم»  | جی-زی            |
| ۲۰۲۰ | «تصور کن» | گل گدوت و دوستان |